# Já Posso Suportar
"Já Posso Suportar" é uma canção gravada pelo rapper cristão Pregador Luo, registrada no álbum Música de Guerra - 1ª Missão, lançado em 2008. Foi escrita pelo cantor em parceria com Luiz Arcanjo, vocalista do Trazendo a Arca, banda que participa da canção.
A canção se tornou o principal hit de seu disco, principalmente por conta de sua letra, considerada light pela crítica especializada. Fala sobre as dificuldades da vida, e que é possível suportá-las com a força de Deus. Seu refrão é interpretado por Davi Sacer, e as outras estrofes por Luo e Arcanjo. Conta também com os vocais de Verônica Sacer. A canção mistura influências do rap e do canto congregacional, principalmente na segunda parte da canção, onde as batidas eletrônicas dão lugar ao som da bateria e do violão.